# Resolució 1963 del Consell de Seguretat de les Nacions Unides
La Resolució 1963 del Consell de Seguretat de les Nacions Unides fou adoptada per unanimitat el 20 de desembre de 2010. Després de reafirmar les resolucions 1373 (2001), 1535 (2004), 1624 (2004), 1787 (2007) i 1805 (2008), el Consell va decidir continuar la Direcció Executiva del Comitè contra el Terrorisme CTED) sota la direcció del Comitè contra el Terrorisme (CTC) durant tres anys més fins al 31 de desembre de 2013.

## Resolució

### Observacions
El Consell de Seguretat va reafirmar que el terrorisme era una de les majors amenaces per a la pau i la seguretat internacionals i que no podia associar-se a cap religió, nacionalitat o grup ètnic. Reconeixia que les operacions militars i d'intel·ligència per si soles no podrien derrotar el terrorisme i que s'havien d'abordar les causes subjacents. També hi havia preocupació pel creixent nombre de raptes i segrestos per grups terroristes amb motiu polític.
Es va recordar als Estats membres llur obligació d'impedir i suprimir el terrorisme i criminalitzar el seu finançament. També havien de tenir control de fronteres efectiu i intercanvis d'informació relatius al moviment dels terroristes; la presència de refugis segurs per als terroristes també era un problema. El Consell també va destacar el seu paper en la lluita contra el terrorisme.

### Actes
El Consell va subratllar que el paper del CTC era assegurar la plena aplicació de la Resolució 1373. Va ampliar la Direcció Executiva del Comitè contra el Terrorisme com una missió política especial fins al 31 de desembre de 2013. Els Estats membres van ser convidats a continuar prestant suport tècnic i ajudant a desenvolupar estratègies en la lluita contra el terrorisme. També es va instruir a la Direcció Executiva que informés sobre l'aplicació de les resolucions 1373 i 1624, respectivament, el 30 de juny i el 31 de desembre de 2011.
La resolució també va ressaltar que la lluita contra el terrorisme i el respecte als drets humans eren complementaris.